# 程庆国
程庆国（1927年10月11日—1999年8月18日），男，浙江崇德人，中国桥梁结构和铁道工程专家，中国科学院院士。

## 生平
程庆国于1946年考入国立清华大学土木系。1950年毕业后任职于甘肃天水西北铁路干线工程局。1951年前往苏联列宁格勒铁道学院留学，1956年获副博士学位。
返国后在铁道部科学研究院从事研究工作。1965年他作为桥梁技术委员会委员、预应力混凝土桥梁战斗组组长参与了成昆铁路的建设。1970年代初又参与指导了西延线狄家河桥的设计施工。1970年代末则主持了中国第一座铁路斜拉桥——红水河斜拉桥的建设。1981年出任铁道部科学研究院副院长，1983年升任院长。
1999年8月18日在北京逝世。

## 社会兼职
曾任中国土木工程学会副理事长，中国铁道学会副理事长，国务院学位委员会成员，茅以升科技教育基金委员会主任，中共十二、十三大代表等职。

## 荣誉
1992年当选俄罗斯运输科学院外籍院士。1993年当选中国科学院技术科学部学部委员（院士）。